# Département de chimie de l'École normale supérieure (Paris)
 (avril 2022).
Si vous disposez d'ouvrages ou d'articles de référence ou si vous connaissez des sites web de qualité traitant du thème abordé ici, merci de compléter l'article en donnant les références utiles à sa vérifiabilité et en les liant à la section « Notes et références ».
Le Département de chimie de l'ENS est l'un des 15 départements scientifiques de l'École normale supérieure (Paris). Il assure à la fois une fonction de recherche, d'enseignement et de formation par la recherche au niveau master et doctorat. Le Département dans sa forme actuelle est issu d'une réorganisation en 1992 du Laboratoire de Chimie de l'ENS, fondé en 1847 par Antoine-Jérôme Balard. Le Département de chimie a abrité des chercheurs de renom, dont Louis Pasteur, Henri Sainte-Claire Deville, et plus récemment Marc Julia (médaille d'or du CNRS en 1990). Il compte parmi ses anciens élèves Paul Sabatier, Prix Nobel de Chimie en 1912.
La recherche du département est organisée en 3 laboratoires (Pasteur, LBM et IMAP) couvrant les différents aspects de la chimie (moléculaire, chimie physique, microingénierie, chimie des biomolécules, RMN, chimie théorique, chimie des matériaux). Le Département de chimie est dirigé par Rodolphe Vuilleumier depuis le 1er janvier 2022.  

L'entrée du département de Chimie de l'ENS se situe au 24 rue Lhomond (Paris 5e), partagée avec celle du Département de Physique et du Département de Géologie. Une autre entrée est sise au 8 rue Érasme (Paris 5e).  

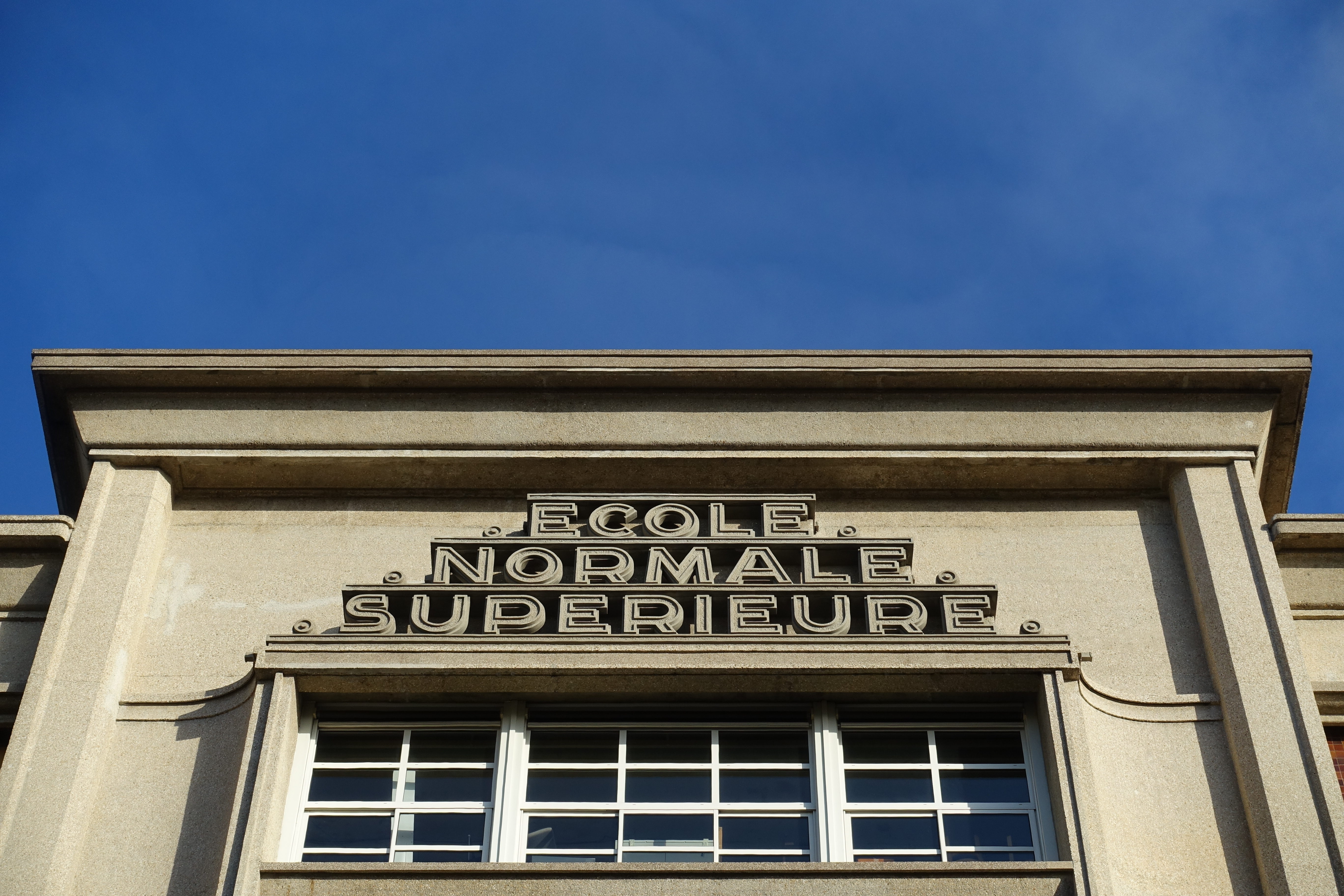
Fronton de l'entrée du Département de Chimie coté rue Érasme

## Histoire
L'École normale supérieure est créée par la Convention le 30 octobre 1794 (9 brumaire an III). En 1847, après avoir changé plusieurs fois d’adresse, l'ENS se fixe au 45 rue d’Ulm, dans le 5e arrondissement de Paris, dans un bâtiment neuf. Antoine-Jérome Balard (1802-1876), le découvreur du brome, qui y a été nommé maitre de conférence l'année précédente, installe alors le premier vrai laboratoire de chimie qui se situait dans l’aile nord à l’emplacement de l’actuel réfectoire et des cuisines.
En 1937, l'ENS s'étend et un nouveau bâtiment contigu, rue Lhomond, est inauguré par Albert Lebrun le 13 mai 1937 : ce bâtiment abrite alors les laboratoires de physique, chimie et biologie. Il a été construit de 1927 à 1937 sur l’emplacement de l'école préparatoire Sainte Geneviève (appelée aussi École de la rue des Postes, l'ancien nom de la rue Lhomond jusqu'en 1857). Le laboratoire de biologie déménagera en 1970 pour un nouveau bâtiment au 46 rue d’Ulm.
En 1985 a lieu une importante évolution dans la formation de l'enseignement, avec la création du magistère de chimie, dans le cadre d'une réforme plus large des écoles normales supérieures et la fusion des écoles normales supérieures, Sèvres et Ulm. À partir de cette date, les enseignements ne sont plus suivis à l'Université pendant les premières années d'école, mais au sein des départements. En 1992 du Laboratoire de Chimie devient le Département de Chimie.

## Recherche
La recherche du Département de chimie est actuellement organisée en 3 laboratoires : le laboratoire PASTEUR, le Laboratoire des Biomolécules (LBM) et l'Institut des Matériaux Poreux (IMAP). 

### Laboratoire PASTEUR
Fondé en 2000, le laboratoire PASTEUR (Processus d'Activation Sélectif par Transfert Électronique Unimoléculaire ou Radiatif) est une unité mixte de recherche associant l'ENS, Sorbonne Université et le CNRS. Le laboratoire se compose de 3 pôles de recherche : Chimie Biophysique, NanoBioSciences et Microsystèmes, Chimie Théorique. 
La réactivité moléculaire constitue son cœur de questionnement et d'activité, décliné dans ses dimensions théoriques et expérimentales, en particulier dans ses aspects dynamiques intégrant différentes échelles spatiotemporelles. Les approches utilisées se caractérisent par leur diversité et leur originalité, autant du point de vue méthodologique que de celui des systèmes étudiés (milieux condensés chimiques et biologiques ; systèmes inertes et vivants). 
Les thèmes de recherche abordés sont les suivants :
- Électrochimie moléculaire : catalyse et réactivité, électroanalyses, études électrochimiques de processus biologiques, microsystèmes électrochimiques et concepts associés, modélisation de processus physicochimiques et biochimiques complexes.
- Réactions chimiques primaires dans des protéines photoactives étudiées par femtochimie.
- Développement de méthodes de contrôle et d'analyse de fonctions cellulaires utilisant la lumière, le champ magnétique, ou la température comme effecteurs, design et mise en œuvre de sondes et protocoles pour l'imagerie des systèmes vivants, ingénierie des microorganismes pour la production de nanomatériaux.
- Conception et fabrication de dispositifs microfluidiques avancés pour le contrôle des interactions molécules/systèmes vivants-systèmes artificiels aux échelles micro- et nanométriques, et pour l'étude de processus biochimiques et biologiques.
- Description multi-échelle des processus chimiques, structure et dynamique d'hydratation, rôle de l'environnement moléculaire sur les fonctions biologiques, réactivité en conditions extrêmes et milieux confinés, dynamique structurale et flot d'énergie vibrationnelle dans des liquides moléculaires et dans des biomolécules.

### Laboratoire des Biomolécules
Le Laboratoire des BioMolécules (LBM) est une unité mixte de recherche associant l'ENS, Sorbonne Université et le CNRS, qui regroupant des compétences fortes en chimie des biomolécules (peptides, protéines, polysaccharides, lipides, ADN). Il a été créé en 2009 par fusion du laboratoire “Biomolécules : synthèse, structure et mode d'action” (dirigé par Jean-Bernard Mallet) et du laboratoire “Synthèse, structure et fonction de molécules bioactives” (dirigé par Solange Lavielle).
Les activités de recherche du LBM sont orientées vers la compréhension et le contrôle du fonctionnement du vivant, ainsi que vers les développements méthodologiques et instrumentaux. Ses projets sont essentiellement consacrés à la conception de nouvelles stratégies et d’outils en chimie analytique, chimie organique, chimie inorganique, biophysique, biochimie, biologie et physiopathologie, afin de comprendre, voire de contrôler les mécanismes fondamentaux du vivant, et d’analyser au niveau moléculaire les dysfonctionnements spécifiques observés dans certaines pathologies humaines.
Le thèmes de recherche du laboratoire sont les suivants : 
- Conception et synthèse de biomolécules à des fins structurales, biologiques ou thérapeutiques.
- Développements méthodologiques et technologiques : DNP-RMN-IRM.
- Spectrométrie de masse pour l’analyse des protéines, peptides et lipides.
- Microscopie à onde évanescente pour du suivi de molécule unique.
- Compréhension et contrôle des interactions entre molécules biologiques : peptides, protéines, polysaccharides, lipides, membranes modèles et biologiques.
- Compréhension des mécanismes moléculaires et cellulaires pour la vectorisation et la délivrance intracellulaire de peptides, protéines, complexes métalliques, sondes (biocapteurs), nanoparticules.

### Institut des Matériaux Poreux
L’Institut des Matériaux Poreux de Paris (IMAP) est une nouvelle équipe de recherche créée en septembre 2016, à l’origine issue du groupe “Solides Poreux” de l’Institut Lavoisier de Versailles. Ses activités s’articulent autour de la synthèse rationnelle de nouveaux solides poreux hybrides, communément appelés Metal Organic Frameworks (MOFs), et de l’étude de leurs propriétés dans des domaines aussi variés que l’énergie (stockage de gaz stratégiques, catalyse…), l’environnement (détection, capture du CO2…) et la santé (libération retard de médicaments…). L'IMAP associe l'ENS, l'ESPCI Paris et le CNRS, et est dirigé par Christian Serre.
Ses thèmes de recherche incluent la synthèse de solides poreux hybrides, la caractérisation avancée des matériaux, l'élaboration de composites, nanoparticules, et la mise en forme. Les applications visées sont dans le domaine de l’énergie, de l'environnement et de la santé.

## Enseignement

Vue de la rue Lhomond, à l'emplacement du Département de Physique et de l'entrée du Département de Chimie

La formation proposée au Département de chimie est une formation généraliste de chimie, allant du niveau L3 au niveau doctoral, qui recouvre tous les aspects de la chimie (chimie physique, organique et inorganique). La formation prédoctorale est organisée sur un cycle de trois années (du niveau L3 au niveau M2), centrée sur la chimie mais qui avec une ouverture interdisciplinaire (notamment en biologie et physique). Elle comporte une initiation à la recherche par des stages en laboratoires (en France et à l'étranger), des cycles de séminaires, et des projets sur des thèmes actifs en recherche au sein du département. L’enseignement se déroule au sein du département de chimie et les étudiants bénéficient ainsi de contacts étroits avec les enseignants-chercheurs et les chercheurs.

### Admission
L'admission à la formation prédoctorale peut s'effectuer de deux manières distinctes : soit sur admission par concours à l'École normale supérieure, pour une entrée en début de L3 avec le statut d'élève fonctionnaire ; soit par concours sur dossier, au niveau L3 ou M1, ouvert à des étudiants ayant validé un L2, un L3, ou 2 années de classes préparatoires aux grandes écoles. 

### Organisation de la formation
La première année propose un enseignement socle basé sur l’apprentissage des concepts fondamentaux et couvrant un large spectre de la chimie : chimie quantique, liaisons intramoléculaires, thermodynamique statistique, chimie organique, biologie moléculaire de la cellule, réactivité, spectroscopies, liaisons intermoléculaires, chimie inorganique, chimie du solide, électrochimie. Un module de formation expérimentale est décliné tout au long de l’année à travers des ateliers, des visites, des projets expérimentaux et des stages en laboratoires de recherche.
La deuxième année (niveau M1) correspond au début de la spécialisation. Ouverte sur les différents champs de la discipline, cette année offre un enseignement en modules optionnels : catalyse, polymères, spectroscopie de résonance magnétique nucléaire, stéréosélectivité en chimie organique, chimie organométallique, chimie bio-inorganique et supramoléculaire, spectroscopies inorganiques, chimie théorique, physico-chimie du vivant, biologie chimique, matériaux inorganiques. Le second semestre est intégralement consacré à un stage long en laboratoire, généralement effectué à l’étranger. À l'issue de ce stage, les étudiants organisent un mini congrès pour présenter leurs résultats.
La troisième année est effectuée dans le cadre d'un master 2 et s’appuie sur les meilleurs enseignements dispensés dans les masters de recherche de l’ENS et des établissements partenaires. L’École normale supérieure est engagée dans le Master de Chimie Paris Centre , organisé en cinq parcours : chimie analytique, physique et théorique ; chimie moléculaire organique et inorganique ; molécules et matériaux ; ingénierie chimique ; chimie et sciences de la vie.

### Préparation à l'agrégation externe
Le département organise en partenariat avec Sorbonne Université et l'Université Paris Saclay une préparation à l’agrégation externe de Physique Chimie (option Chimie). Cette préparation spécifique concerne une douzaine d’étudiants par an. Elle comporte des travaux pratiques, des présentations de leçons, des montages et des devoirs en chimie générale, organique et inorganique et en physique. Les enseignements ont lieu sur le campus de Montrouge de l'ENS. 

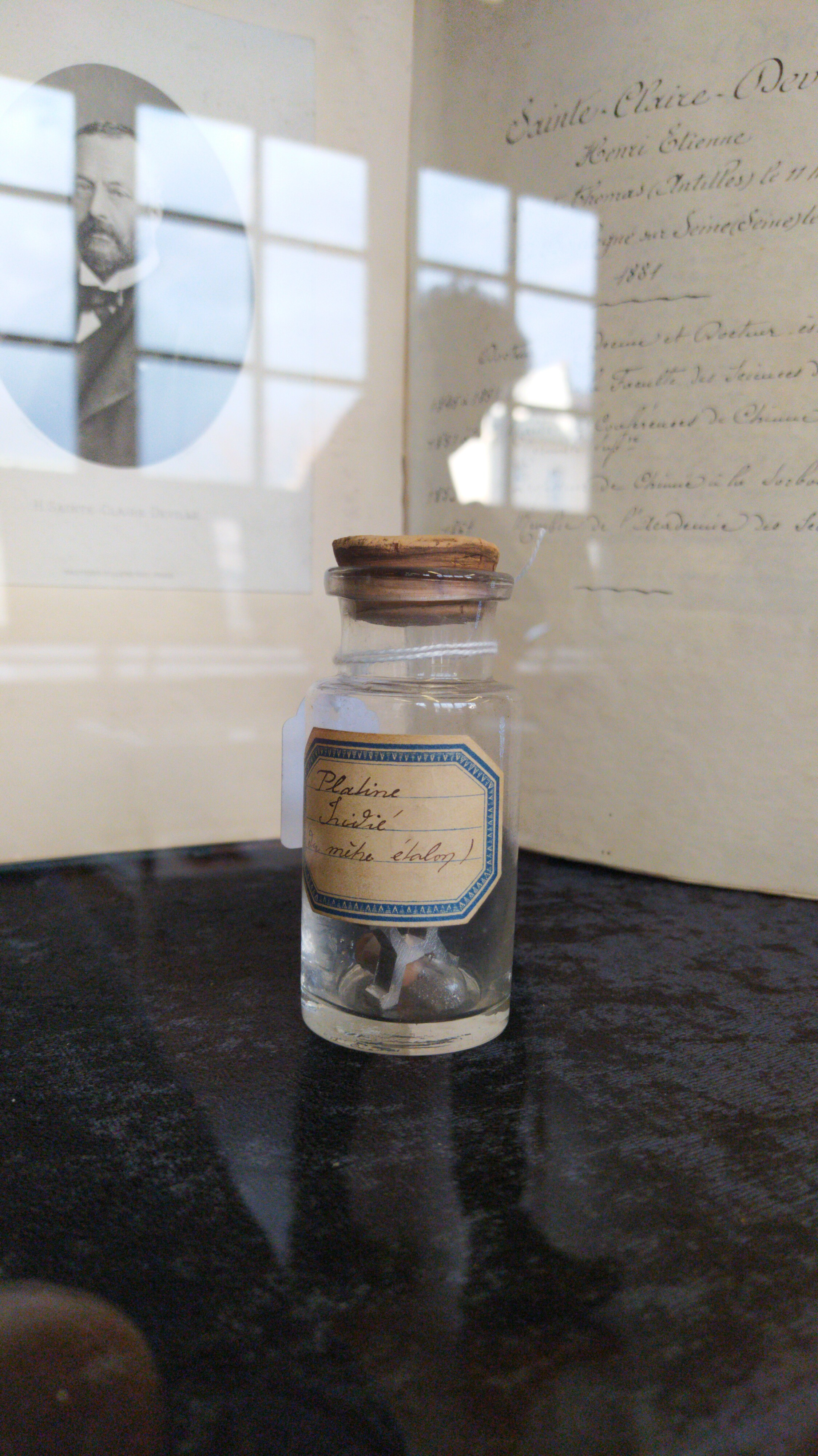
Échantillon du prototype du mètre étalon, conservé au Département de chimie

## Directeurs et directrices du Département de Chimie
L’histoire de la recherche au laboratoire peut se présenter de façon chronologique en se repérant aux différents mandats des directeurs (anciennement nommés à vie, soit 20 ou 30 ans de l’histoire du département), ceux-ci ont toujours eu une forte influence sur la recherche qui y était menée ,.

### Période du Laboratoire de Chimie
- 1808–1811 : Claude Louis Berthollet. En 1794, il est nommé, lors de leur création, professeur à l’École Normale et à l’École polytechnique.

- 1811–1822 : Pierre Louis Dulong. Il est nommé, grâce à l’influence de Berthollet, répétiteur puis maître de conférences de physique-chimie à l’École Normale Supérieure. Il y prépare la première année le cours de chimie de Louis Jacques Thénard.

- 1826–1845 : Guérin.

- 1845–1851 : Antoine-Jérôme Balard. Il est chargé en 1847 de l’installation dans les nouveaux locaux du 45 rue d’Ulm. Il aura comme préparateur Marcelin Berthelot (1827–1907).

- 1851–1881 : Henri Sainte-Claire Deville. Un échantillon du prototype d'origine du mètre étalon est conservé depuis au Département de chimie.

- 1881–1888 : Henry Debray.

- 1888–1897 : Alexandre Joly. La chimie organique est introduite au Département de Chimie en 1891 par Robert Lespieau et Louis Simon.

- 1897–1904 : Désiré Guernez. Physicien et astronome de formation, il apprend la chimie minérale avec Sainte-Claire Deville.
- 1904–1934 : Robert Lespieau. Élève de Charles Friedel et de Charles Adolphe Wurtz, il marque la rupture avec la théorie des équivalents obstinément suivie par Sainte-Claire Deville et ses successeurs, et introduit la théorie atomique à l’ENS. Il renforce la chimie organique à Paris, qui au début du XXe siècle était peu développée[6],[7]. Les bâtiments de la rue Lhomond ont été construits pendant cette période.

- 1934–1954 : Georges Dupont. Il introduit la chimie des terpènes.
- 1970–1992 : Marc Julia.

### Période du Département de Chimie
À partir de cette date, la direction du département est nommée pour 5 ans, renouvelable une fois.
- 1992–1997 : André Rassat
- 1997–2006 : Christian Amatore
- 2007–2013 : Ludovic Jullien[8]
- 2014-2021: Anne Boutin
- Depuis 2022: Rodolphe Vuilleumier

## Louis Pasteur et le Département de Chimie

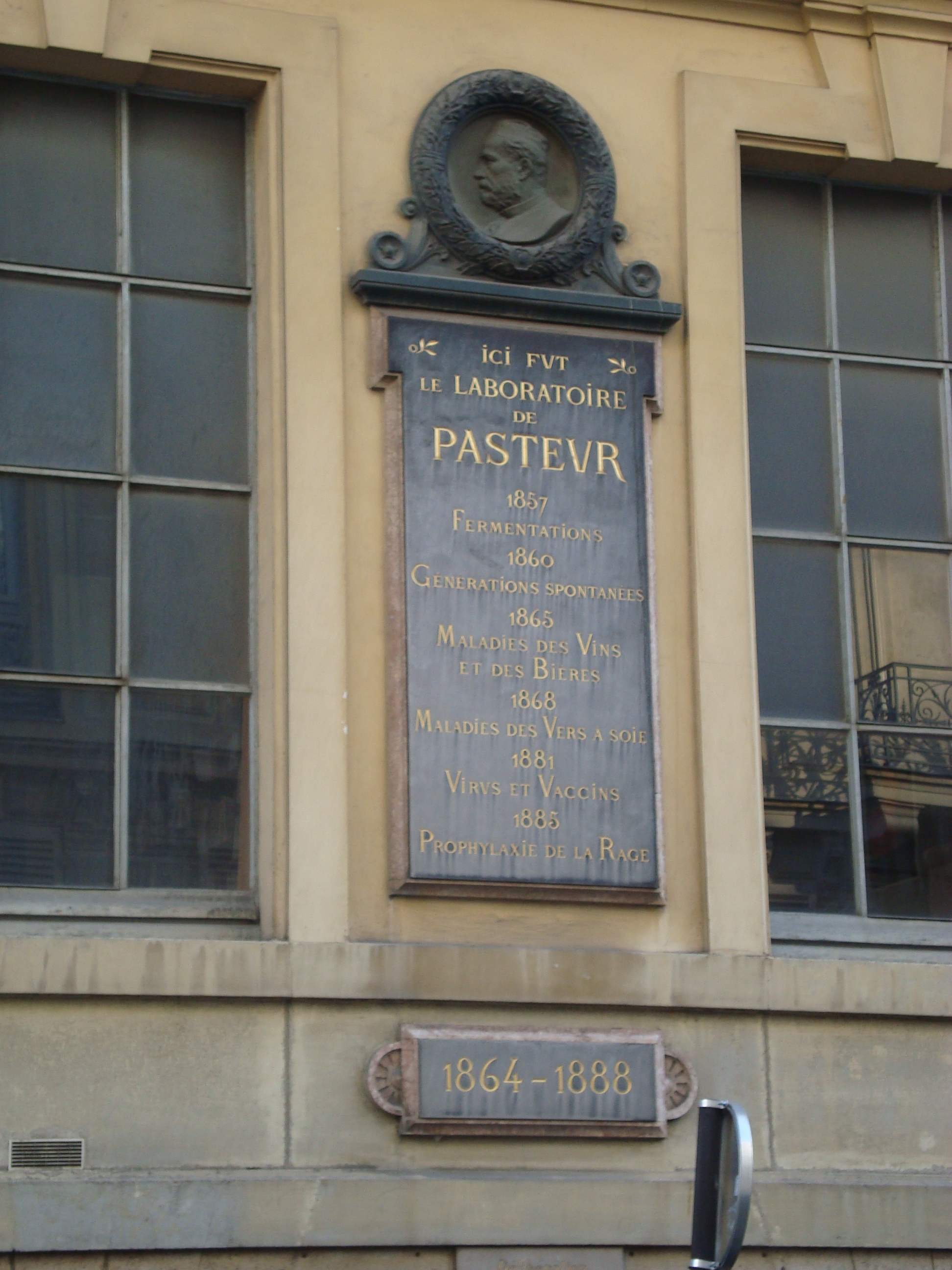
Plaque sur la façade du laboratoire de Louis Pasteur

Louis Pasteur est nommé agrégé préparateur de chimie de 1846 à 1848, période pendant laquelle il effectue ses travaux sur les acides tartriques. Il part ensuite à Strasbourg et Lille puis revient à l’ENS en 1857 comme directeur des études scientifiques où il travaille alors sur la génération spontanée.
Louis Pasteur a reçu en 2012, à titre posthume, le prix de la division Histoire de la Chimie de l'American Chemical Society (ACS) au titre de la publication de 1848 relative à la dissymétrie moléculaire . La cérémonie s'est tenue dans la bibliothèque du Département de Chimie en 2013.
- 1857 : Louis Pasteur, nommé administrateur chargé de la direction des études à l’Ecole normale supérieure, rue d’Ulm, à Paris, ne trouvant aucun lieu où continuer ses recherches, installe à sa charge un laboratoire dans deux pièces placées sous les combles de l’école. Il y termine ses travaux sur les fermentations et commence l’étude des générations spontanées et des putréfactions.
- 1858 : Louis Pasteur obtient que les cinq places de préparateurs existantes, dévolues jusque-là à des fonctionnaires non agrégés, étrangers à l’Ecole, soient dorénavant réservées à des normaliens devenus agrégés.
- 1860 : Louis Pasteur installe un nouveau laboratoire dans une petite construction de l’Ecole, en bordure de la rue d’Ulm qui fait pendant à la loge du concierge : cinq pièces réparties en deux étages, jusque-là occupées par le service de l’architecture.
- 1862 : L’administration de l’Ecole met à la disposition de Louis Pasteur une pièce supplémentaire au rez-de-chaussée du laboratoire.
- 1865 : Création officielle de la place d’agrégé préparateur pour la chimie physiologique, bien que depuis 1860, il y ait toujours eu un ancien élève de l’Ecole attaché comme préparateur au laboratoire de Pasteur.
- 1867 : Création officielle d’un laboratoire de chimie physiologique à l’Ecole Normale dont la direction est confiée à Louis Pasteur, par ailleurs déchargé de ses fonctions d’administrateur.
- 1867-1868 : Las du manque permanent de crédits de fonctionnement pour son laboratoire, Louis Pasteur rédige un projet d’article destiné au Moniteur où il dénonce l’absence de budget pour la recherche et le manque de laboratoires. Napoléon III convoque alors plusieurs savants et hommes politiques dont Louis Pasteur et charge ce groupe de préparer une réforme de l’enseignement scientifique.
- 1868-1870 : Un crédit de 60.000 F. est dégagé par le gouvernement pour la construction d’un nouveau laboratoire de chimie physiologique à l’Ecole Normale.
- 1885 (le 6 juillet) : J.-J. Grancher réalise, dans le laboratoire de Louis Pasteur, la première inoculation antirabique humaine sur le jeune Joseph Meister.
- 1889 : Louis Pasteur quitte son appartement et son laboratoire de la rue d’Ulm pour s’installer rue Dutot, dans le nouvel Institut Pasteur nouvellement créé.

## Chimie à Montrouge, Chimie à Ulm
En 1985, la fusion des Écoles Normales Supérieures de Sèvres et d'Ulm entraina de grands changements  dans la structure des laboratoires et l’organisation de la recherche. Jusqu’à cette date, la chimie à l’ENS était scindée en deux :
- à l’ENS Ulm, le Laboratoire de Chimie de la rue Lhomond (sous la direction de Marc Julia)
- à l’ENS de Sèvres, celui de Montrouge, plus petit (sous la direction de Josiane Serre)

Chacun de ces deux départements gérait, sur son propre site, à la fois des laboratoires de recherche et la formation des élèves normaliens (filles à Montrouge, garçons à Ulm).  
Pour ce qui est des activités de recherche, le Laboratoire de Chimie de la rue Lhomond regroupait : chimie organique (et notamment la synthèse totale des molécules à propriétés biologiques), chimie des composés soufrés, chimie des sucres, chimie des fullerènes, électrochimie, spectrométrie de masse, RMN. À Montrouge s’était installée dans les années 1970 une équipe de chimie théorique, regroupée autour de Josiane Serre, Michèle Suard, Gaston Berthier, Bernard Lévy et Philippe Millié. 